# アンソニー・ダウエル
アンソニー・ジェームズ・ダウエル（Anthony Dowell, CBE、1943年2月16日 - ）は、イギリスの元バレエダンサー。ロイヤル・バレエ団の芸術監督を務めた。20世紀の偉大なダンスール・ノーブルの一人とされる。

## 幼少期
ロンドンで生まれ、1948年に5歳でダンスを始めた。最初の師ジューン・ハンプシャーは、ダウエルにダンスの技術だけでなくバレエダンサーに必要な規律をも叩き込んだ。10歳で当時バロンズ・コートにあったサドラーズ・ウェルズ・バレエ学校（現在のロイヤル・バレエ学校）に入学し、ダンサーを目指してトレーニングを積んだ。在学中の1955年に年少者用のキャンパスがリッチモンドパークのホワイト・ロッジに移転し、義務教育と職業バレエダンサー教育を施す寄宿学校となった。1956年にサドラーズ・ウェルズ・バレエ団に勅許状が与えられ、バレエ団はロイヤル・バレエ団、学校はロイヤル・バレエ学校に改称された。ダウエルはホワイト・ロッジでの課程を卒業し、最後の3年間はバロンズ・コートで学んだ。ダウエルはバレエダンサーとして完璧なプロポーションをもつ体格と、日々の厳しいトレーニングをものともしない気質に恵まれた優秀な学生であり、安定したコントロールと純粋なライン、音楽性の高さを兼ね備えていた。1960年に卒業すると、すぐにコヴェント・ガーデン・オペラ・バレエに入団した。ここで1年踊った後、ロイヤル・バレエ団に招かれて移籍した。

## ダンサーとして
ダウエルのダンサーとしての可能性を最初に見出したのは、デンマークのダンサー・振付家エリック・ブルーンであった。ブルーンはロイヤル・バレエ団の客任振付家として1962年にオーギュスト・ブルノンヴィルの『ナポリ』公演にあたり、有名なパ・ド・シスの場面でダウエルに素晴らしいソロ・バリエーションを振り付けた。その後、ダウエルの才能と並外れた能力は無視できないものとなっていった。1964年、ロイヤル・バレエ団首席常任振付家であったフレデリック・アシュトンは、シェイクスピアの「夏の夜の夢」をバレエに翻案した『夢』で、ダウエルをオベロン役に据えた。ダウエルは快活なテクニックと非の打ちどころのないラインで役柄を作り上げ、ロイヤル・バレエ団のトップ男性ダンサーとしての地位を確立した。このときティターニア役を演じたアントワネット・シブリーとのパートナーシップはこの後も長く続き、高い評価を集めることになった。1965年にはアシュトンのエレガントで落ち着いた作品『モノトーン』を初演し、続いてケネス・マクミラン版『ロメオとジュリエット』の初演ではベンヴォーリオ役を演じた。
1966年にはプリンシパルに昇格したが、その時点でクールで叙情的、貴族的で抑制的な英国クラシック・スタイルの体現者としての地位を確立していた。オベロン役がダウエルから魔法じみた魅力を引き出したとすれば、アントニー・チューダーの『シャドウプレイ』の主役はダウエルの劇的な表現力を大きく高めたものであった。それ以降、アシュトン、マクミランなどのバレエ作品で演劇性の高い役柄を演じており、その中でもアシュトンの『エニグマ変奏曲』のトロイテ役（1968年）、マクミランの『マノン』のデ・グリュー役（1974年）、アシュトンの『ひと月の夏（A Month in the Country）』のベリャーエフ役（1976年）は重要なものである。古典作品でも、『ジゼル』のアルブレヒト、『白鳥の湖』のジークフリート、『眠れる森の美女』のフロリムント、『くるみ割り人形』のお菓子の国の王子といった王子役を演じ、ダンスール・ノーブルとして活躍している。また、『ラ・フィユ・マル・ガルデ』や『カルタ遊び』、『Varii Capricci』(1983年）では陽気で愉快な役を演じている。このうち『Varii Capricci』はアシュトンがダウエルとシブリーのパートナーシップが長く続いていることを祝って制作したものである。この他、アシュトンの『シンデレラ』や『ダフニスとクロエ』、『Symphonic Variations』、マクミランの『大地の歌』と『ロメオとジュリエット』、ジェローム・ロビンズの『Dances at a Gathering』と『In the Night』、さらにはジョージ・バランシンの『アゴン』で主役を演じ、その情熱と音楽性で大きな賞賛を集めた。
1970年代初頭にはバレエの舞台とは別の場所での活動を模索するようになった。衣裳デザインに挑戦し、アシュトンの『タイスの瞑想曲』では自分とシブリーの衣装をデザインした他、マクミランの『パヴァーヌ』、バランシンの『チャイコフスキー・パ・ド・ドゥ』と『シンフォニー・イン・C』、ロビンズの『In the Night』の衣装を制作した。さらに活躍の場をコヴェント・ガーデンの外に求めるようになり、1978年から1980年にかけてロイヤル・バレエ団を休職してニューヨークに進出し、アメリカン・バレエ・シアターに客演した。ここでは『ラ・バヤデール』のソロルと『ドン・キホーテ』のバジリオを新たに演じている。新しいレパートリーに挑戦するだけでなく、ナタリア・マカロワの『白鳥の湖』やゲルシー・カークランドの『ロメオとジュリエット』などに出演し、輝かしいスターとも協力した。1984年にロイヤル・バレエ団から正式に引退したが、50代まで時折出演し続け、1991年のマクミランの『Winter Dreams』と1999年のピーター・ライトの『くるみ割り人形』では初演を務めている。

## 初演作品
ダウエルはその長いキャリアの中でさまざまな作品を初演している。
- 『夢』（1964年）：フレデリック・アシュトン振付、フェリックス・メンデルスゾーン作曲、ジョン・ランチベリー編曲。オベロン役（ティターニア役のアントワネット・シブリーと共演）。
- 『モノトーン』（1965年）：後に『モノトーンII』と呼ばれるようになる。フレデリック・アシュトン振付、エリック・サティ作曲、クロード・ドビュッシーとロラン＝マニュエルによるオーケストレーション。ヴィヴィアン・ロレーヌ、ロバート・ミードとのパ・ド・トロワ。
- 『ロメオとジュリエット』（1965年）：ケネス・マクミラン振付、セルゲイ・プロコフィエフ作曲。ベンヴォーリオ役。
- 『シャドウプレイ』（1967年）：アントニー・チューダー振付、シャルル・ケクラン作曲。つや消しの髪の少年役
- 『Jazz Calendar』（1968年）：フレデリック・アシュトン振付、リチャード・ロドニー・ベネット作曲。火曜日役、マール・パークとロバート・ミードとのパ・ド・トロワ。
- 『エニグマ変奏曲 (Enigma Variations (My Friends Pictured Within))』(1968年）：フレデリック・アシュトン振付、エドワード・エルガー作曲。アーサー・トロイテ・グリフィス（トロイテ）役。
- 『アナスタシア』（1971年、三幕版）：ケネス・マクミラン振付、ピョートル・イリイチ・チャイコフスキーとボフスラフ・マルティヌー作曲、フリッツ・ウィンケルとリュディガー・ルーファーによる電子音楽。マチルダ・クチェシンスカ役のアントワネット・シブリーとのパ・ド・ドゥ。
- 『タイスの瞑想曲』（1972年）：フレデリック・アシュトン振付、ジュール・マスネ作曲。アントワネット・シブリーとのパ・ド・ドゥ。
- 『トライアド』（1972年）：ケネス・マクミラン振付、セルゲイ・プロコフィエフ作曲。兄役。
- 『マノン」（1974年）：ケネス・マクミラン振付、ジュール・マスネ作曲、レイトン・ルーカスとヒルダ・グラウント編曲。デ・グリュー役。
- 『Four Schumann Pieces』（1975年）：ハンス・ファン・マネン振付、ロベルト・シューマン作曲。プリンシパル・ダンサー役。
- 『フォー・シーズンズ』（1975年）：ケネス・マクミラン振付、ジュゼッペ・ヴェルディ作曲。秋役。
- 『ひと月の夏（A Month in the Country）』（1976年）：フレデリック・アシュトン振付、フレデリック・ショパン作曲、ジョン・ランチベリー編曲。コリアスの家庭教師ベリャーエフ役、ナタリア・ペトロヴナ役のリン・シーモアと共演。
- 『Soupirs』（1980年）：フレデリック・アシュトン振付、エドワード・エルガー作曲。アントワネット・シブリーとのパ・ド・ドゥ。
- 『ラ・バヤデール』（1980年）：マリウス・プティパ版に基づくナタリア・マカロワの再振付版、ルートヴィヒ・ミンクス作曲。ソロル役。
- 『テンペスト』（1982年）：ルドルフ・ヌレエフ振付、ピョートル・イリイチ・チャイコフスキー作曲、ジョン・ランチベリー編曲。プロスペロ役。
- 『ナイチンゲールの歌』（1982年）：フレデリック・アシュトン振付、イーゴリ・ストラヴィンスキー作曲。漁師役でナイチンゲール役のナタリア・マカロワと共演。
- 『Varii Capricci』（1983年）：フレデリック・アシュトン振付、ウィリアム・ウォルトン作曲。ジゴロのロ・ストラニエロ役。客役のアントワネット・シブリーと共演。
- 『パゴダの王子』（1989年）：ケネス・マクミラン振付、ベンジャミン・ブリテン作曲。皇帝役。
- 『Winter Dreams』（1991年）：ケネス・マクミラン振付、ピョートル・イリイチ・チャイコフスキー作曲、フィリップ・ギャモン編曲、トーマス・ハートマンのギター・アンサンブルによるロシア伝統音楽。裏切られた夫クリュイギン役。妻マーシャ役のダーシー・バッセルと共演。
- 『The Rime of the Ancient Mariner』（1994年）：BBCのTV番組「Dances for the Camera」のための作品。ウィル・タケット振付。マリナー役。
- ピーター・ライト版『くるみ割り人形』（1999年）：ドロッセルマイヤー役。

## ダンサー引退後
1984年、ロイヤル・バレエ団の芸術監督であったノーマン・モリスのアシスタントに任命された。翌年には芸術助監督となり、1986年には芸術監督となった。在職中はソリストやコール・ド・バレエの技術レベルの低下を厳しくチェックした他、ダーシー・バッセル、ジョナサン・コープ、シルヴィ・ギエム、カルロス・アコスタなど、後に世界的に活躍する才能を見出し育成した。1987年に発表した『白鳥の湖』の改訂は、マスコミや観衆からの鋭い批判に晒された。1885年の蘇演にあたってマリウス・プティパとレフ・イワノフが行った伝統的な振付の数々がカットされたことはバレトマネの不快感を大いに煽った。フレデリック・アシュトンとルドルフ・ヌレエフが追加した振付は、物語の展開の面では一定の関心を集めたものの、これまで愛されてきた踊りを省いたことを補うものではなかった。また、ヨランダ・ソナベンドのデザインで美術と衣装が抜本的に変更されたことも観衆の不評を買った。1890年代のロシア・ロマノフ朝を舞台にした第1幕と第3幕の衣装は「リボンと金色のひん曲がった線で飾られ」、第2幕と第4幕の白鳥は「無垢の白い羽の代わりにシャンパン色のボールガウン」を着せられていた。これは『白鳥の湖』の幽玄の美を失わせるものであったが、こういった不評が浴びせられたにもかかわらず、この『白鳥の湖』改訂版はほぼ30年間ロイヤル・バレエ団の公演レパートリーに残された。
翌1988年シーズンには、ダウエルはアシュトンを説得して20年以上にわたって上演されてこなかった『オンディーヌ』の蘇演を肯んじさせた。1958年にマーゴ・フォンテインが初演したオンディーヌ役をマリア・アルメイダに配役し、同じくマイケル・サムズが初演したパレモン役には自身を宛てた。1994年には『眠れる森の美女』の改訂演出を行い、オーロラ姫役にヴィヴィアナ・デュランテを宛て、自らは邪悪な妖精カラボスを演じた。これも観衆受けせず失敗し、その多くはマリア・ビヨルンソンによる不合理で魅力のないデザインが原因とされた。このようにダウエルによる『白鳥の湖』と『眠れる森の美女』には批判的な評価がされたが、ダウエルと共に制作に取り組んだ関係者からは高い評価を受けており、ダウエル自身の評判に深刻な影響を与えることはなかった。2001年にはガラ公演でロイヤル・オペラ・ハウスに別れを告げ、58歳で15年間務めたロイヤル・バレエ団の芸術監督を退任した。英国の演劇ファンは、ダウエルが在職中に成し遂げたことだけでなく、ロイヤル・バレエ団の歴史において最も高く称賛され愛されたダンサーの一人としての舞台キャリアに対して、当然の敬意を表した。

## その後の人生
ロイヤル・バレエ団の芸術監督を退任した後、自らのレパートリーにある作品の演出を行っており、特にアメリカン・バレエ・シアター、バレエ・ウエスト、ジョフリー・バレエ、東京バレエ団、オランダ国立バレエのために演出した『夢』はよく知られている。また、ニューヨークのメトロポリタン歌劇場で行われたイーゴリ・ストラヴィンスキーのオペラ・オラトリオ『エディプス王』ではナレーターを務め、ジョフリー・バレエとロイヤル・バレエ団でのアシュトンの『ウェディング・ブーケ』ではガートルード・スタインの詩の朗読を担当している。現在でもロイヤル・バレエ団の客任コーチとして、ロイヤル・バレエ学校理事会の役員として、そしてロイヤル・アカデミー・オブ・ダンスとインペリアル・ソサエティ・オブ・ティーチャーズ・オブ・ダンスの会員として、活動を続けている。

## 栄誉
1972年に、ダンス界に永続的な影響を与えた男性として、同年度のダンス・マガジン賞を授与された。1973年には英国におけるバレエへの貢献により大英帝国勲章コマンダー章を授与された。この栄誉を受けたダンサーとしてはダウエルは当時史上最年少であった。1995年に、1994年度エリザベス2世女王戴冠記念賞を授与された。これはロイヤル・アカデミー・オブ・ダンスから授与される最高の栄誉であり、さらにこれまでの栄誉を称えてナイトに叙された。バッキンガム宮殿での騎士叙任式典により、サー・アンソニーと呼ばれる栄誉に浴した。2002年には、英国批評家協会サークルからダンスにおける卓越した業績に対するド・ヴァロア賞を授与された。

## 私生活
ダウエルは自身のセクシュアリティについて慎重であったが、1960年にロイヤル・バレエ学校を卒業した直後に、ロイヤル・バレエ団で9年先輩のデレク・レンチャーと関係があったことは周知の事実であった。レンチャーは力強く人気のあるキャラクター・ダンサーであり俳優であったため、ダウエルともたびたびコヴェント・ガーデンの舞台で共演した。レンチャーとの関係が終わった後、ダウエルはロイヤル・バレエ団にプリンシパルとして招聘されるのに先だってロンドン・フェスティバル・バレエ団で客演した若いアメリカ人ダンサー、ジェイ・ジョリーと出会った。ダウエルとジョリーの関係は現在でも続いており、ジョリーは現在ロイヤル・バレエ学校の助監督を務めている。
フレデリック・アシュトンは、自らの作品の著作権使用料と利益をごく限られた友人に遺贈した。これにより、ダウエルは『夢』と『ひと月の夏』の権利を遺贈されている。